# Цзи Чжэн
Цзи Чжэн (кит. трад. 纪政, пиньинь Jì Zhèng, в транскрипции Уэйда-Джайлза — Chi Cheng, род. 15 марта 1944) — тайваньская легкоатлетка, выступавшая в беге с барьерами (спринт).

## Биография
Цзи Чжэн родилась в 1944 году Синтику на Тайване, когда он входил в состав Японской империи; училась в колледже Политехнического университета штата Калифорния в Помоне (штат Калифорния, США), где и начала свои занятия лёгкой атлетикой. Став студенткой, она выиграла четыре чемпионата США, и в течение двух лет победила в 153 из 154 соревнований, в которых она принимала участие. В 1968 году в качестве представителя Китайской Республики (Тайваня) она завоевала бронзовую медаль на Олимпийских играх. В 1970 году она установила или подтвердила три мировых рекорда, и за её достижения агентство Ассошиэйтед Пресс назвало её «Спортсменом года».
После возвращения на Тайвань Цзи Чжэн занялась политикой, и в 1977 году стала генеральным секретарём Легкоатлетической ассоциации Китайской Республики. С 1980 по 1989 годы она трижды избиралась в члены Законодательного Юаня Китайской Республики. В 2009 году президент Ма Инцзю назначил её Советником по национальной политике.